# Мунайшы (стадион)
Мунайшы  (в переводе с казахского — «Нефтяник») — Центральный стадион им. Макаша Бекмухамбетова в городе Атырау, Казахстан.
Открытие стадиона произошло 1 мая 1950 года. Его вместимость — 8660 зрителей, а размеры поля составляют 105 на 70 метров. Является домашним стадионом футбольной команды «Атырау».
В 1999 году произведена полная реконструкция стадиона «Мунайшы» с капитальным ремонтом.
Построено новое, современное здание спортивного комплекса. В 2008 году введён современный бассейн при комплексе «Мунайшы».

## Основные характеристики арены
- Три трибуны — Западный, Северный и Восточный.
- Вместимость — 8 660 зрителей
- Размеры поля — 105 х 68 метров
- Покрытие — искусственный газон (2019)
- Сидения — пластиковые
- VIP-места
- Электронное табло.